# Vedea (fiume)
Il fiume Vedea è un fiume della Romania che scorre nella parte meridionale del paese. 
È un affluente di sinistra del fiume Danubio, è lungo circa 224 km e il suo bacino imbrifero è pari a 5.430 km².
Nasce ai piedi delle Alpi Transilvaniche, il corso superiore attraversa un territorio collinare fino a giungere alla pianura del basso Danubio e sfociare nel Danubio poco ad est della cittadina di Zimnicea.